# آف‌ول
آف‌ول (به انگلیسی: Offwell) یک روستا و محله مدنی در بریتانیا است که در East Devon واقع شده‌است.